# Рахья, Эйно Абрамович
Э́йно Абра́мович Ра́хья (фин. Eino Rahja; 20 июня 1885, Кронштадт, Санкт-Петербургская губерния — 26 апреля 1936, Ленинград) — финский революционер-коммунист, партийный и государственный деятель. Брат Юкки Рахья и Яакко Рахья.

## Биография
Слесарь на Финляндской железной дороге. В партию вступил в 1903 году. Во время революции 1905—07 организует перевозку вооружения и нелегальной литературы. В 1911—1917 — на партийной работе в Петрограде. После июльских дней 1917 года — в охране В. И. Ленина на его пути из Разлива в Финляндию и обратно в Петроград. Связной между ЦК РСДРП(б) и Лениным.
В 1918 году, во время гражданской войны в Финляндии, назначен командиром отряда Красной гвардии. Один из организаторов обороны Тампере. В 1919—1931 годах на военно-политической работе в Красной Армии, во время Гражданской войны — комиссар стрелковой дивизии, действовавшей в Карелии, позднее — комкор. Награждён двумя орденами Красного Знамени. Один из организаторов Коммунистической партии Финляндии, член ЦК КПФ в 1918—1927 годах, делегат от КПФ на I—III-м конгрессах Коминтерна. В феврале 1927 исключён из ЦК КПФ за фракционную деятельность.
Ф. И. Шаляпин в книге своих воспоминаний приводит следующий разговор, произошедший «за рюмкой весёлой влаги»:

Рахия очень откровенно и полным голосом заявил, что таких людей, как я, надо резать.

   Кто-то полюбопытствовал:

   — Почему?

  — Ни у какого человека не должно быть никаких преимуществ над людьми. Талант нарушает равенство.— Шаляпин Ф. И. Маска и душа. — М., 1989. — С. 239.
Эйно Рахья и его жена Лидия Петровна Парвиайнен после 1918 года жили в Петрограде в «доме Бенуа». С 1932 года на персональной пенсии.
Эйно Рахья умер в 1936 году от туберкулёза и злоупотребления алкоголем.
Похоронен на Коммунистической площадке (ныне Казачье кладбище) в Александро-Невской лавре.

## Семья
- Жена — Лидия Петровна Парвиайнен (1892—1970) — дочь рабочего Петра Генриховича Парвиайнена, в доме которого в Ялкале скрывался Ленин[6].

## Киновоплощения
- «В дни Октября» (СССР, 1958) — Георгий Жжёнов
- «Синяя тетрадь» (СССР, 1963) — Юрий Соловьёв
- «Звёздный час» (СССР, 1973, фильм-спектакль) — Виталий Коняев
- «Красные колокола. Фильм 2. Я видел рождение нового мира» (СССР, 1982) — Янис Клушс
- «Маска и душа» (РФ, 2002) — Дмитрий Мухамадеев

## Фото

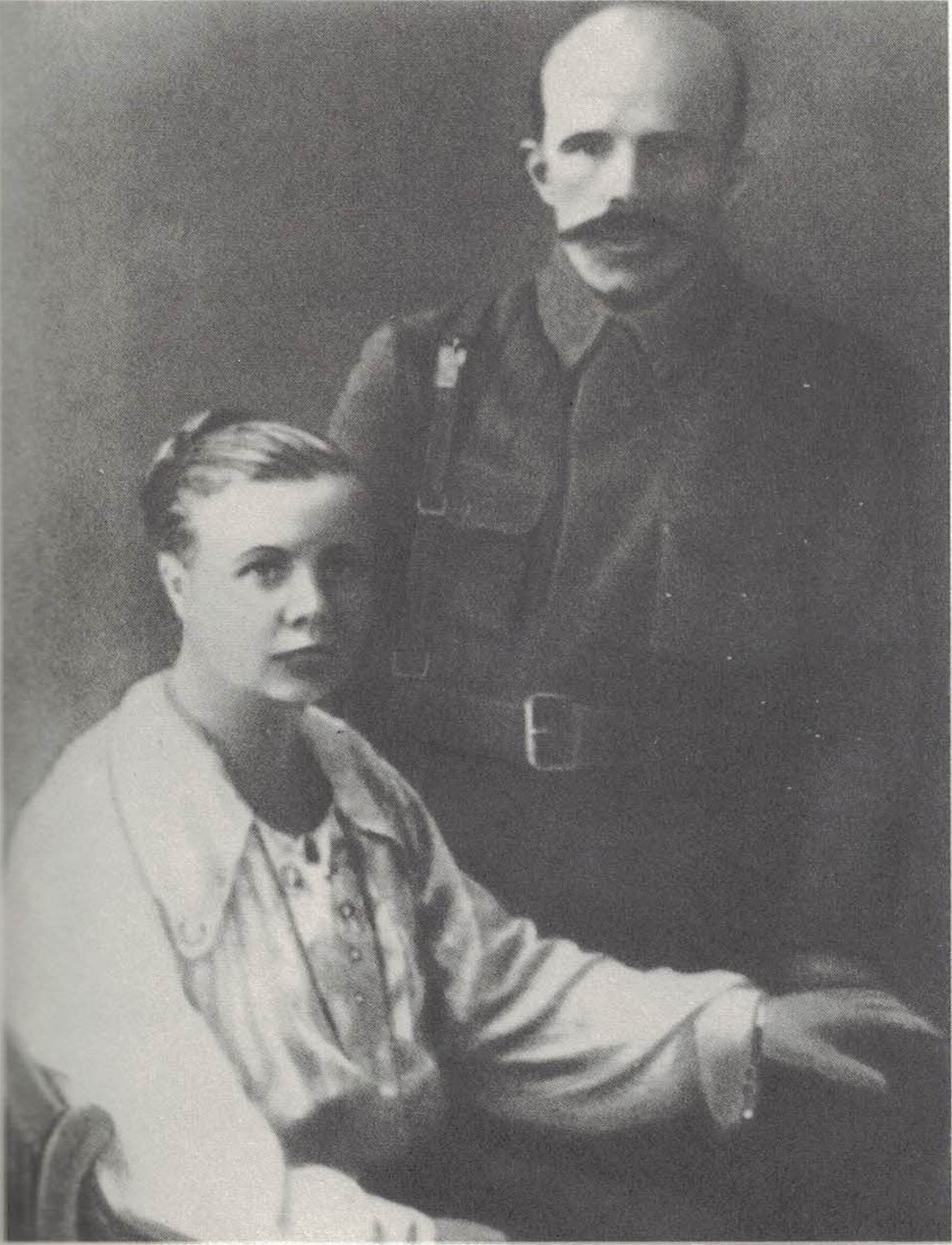
Эйно Абрамович Рахья и Лидия Петровна Парвиайнен
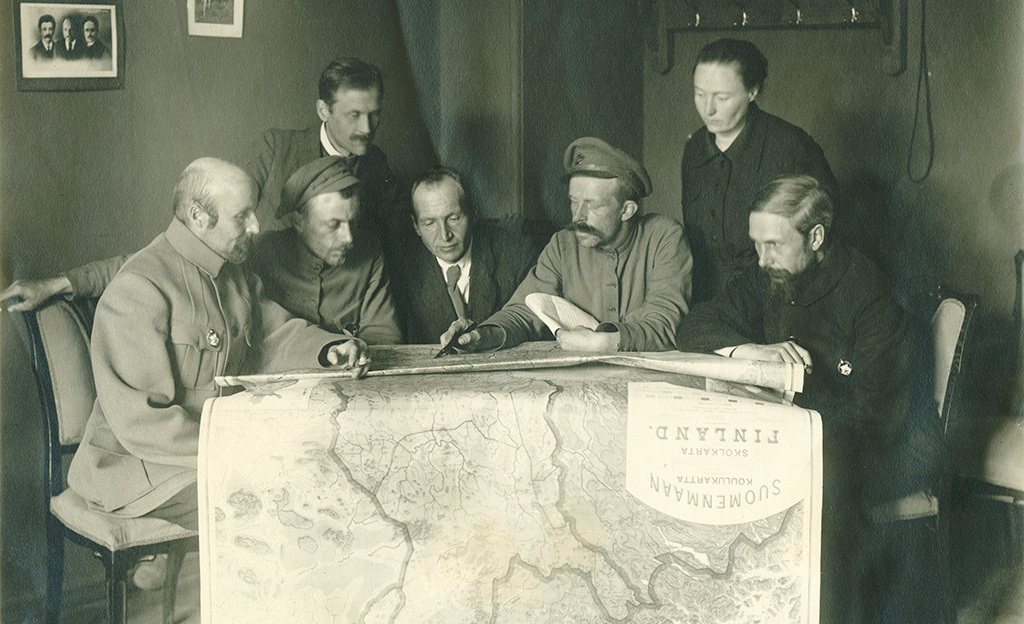
ЦК КПФ в Москве в 1920 году. Слева направо: К. М. Эва[фин.], Юкка Рахья, Яло Кохонен, Куллерво Маннер, Эйно Рахья, Манди Сирола[фин.], Юрьё Сирола
Могила Рахья на Казачьем кладбище Александро-Невской лавры Санкт-Петербурга